# Matsudaira Sukemasa
Matsudaira Sukemasa est un nom japonais traditionnel ; le nom de famille (ou le nom d'école), Matsudaira, précède donc le prénom (ou le nom d'artiste).
Matsudaira Sukemasa (松平資昌, 3 novembre 1744-11 février 1762) est un daimyō  du milieu de l'époque d'Edo de l'histoire du Japon.

## Biographie
Matsudaira Sukemasa est le troisième fils de Matsudaira Sukekuni, daimyō du domaine de Yoshida dans la province de Mikawa. À la mort de son père en 1752, il devient daimyō du domaine de Hamamatsu et chef de la branche Okōchi du clan Matsudaira à l'âge de 7 ans.
Le 27 décembre 1758, il est transféré au domaine de Miyazu dans la province de Tango, mais en raison de sa mauvaise santé, est incapable d'en exercer l'administration. Le 27 novembre 1761, il se retire de la vie publique et transmet le domaine à son fils adopté, Matsudaira Suketada.
Matsudaira Sukemasa décède 2 mois plus tard à l'âge de 17 ans.

## Source de la traduction
- (en) Cet article est partiellement ou en totalité issu de l’article de Wikipédia en anglais intitulé « Matsudaira Sukemasa » (voir la liste des auteurs).